# Antony Armstrong-Jones, 1. Earl of Snowdon

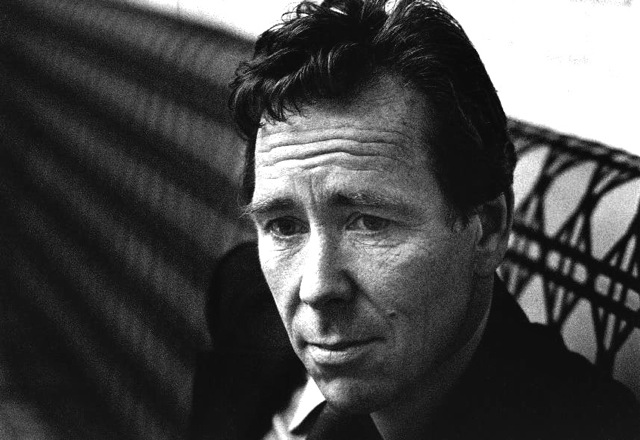
Antony Armstrong-Jones (1980)

Antony Charles Robert Armstrong-Jones, 1. Earl of Snowdon (bekannt als Lord Snowdon, Künstlername Snowdon), GCVO (* 7. März 1930 in London; † 13. Januar 2017 in Kensington) war ein britischer Fotograf und Designer und vom 6. Mai 1960 bis zum 24. Mai 1978 der Ehemann von Prinzessin Margaret. Er galt als einer der prominentesten Fotografen Großbritanniens und war Mitglied im House of Lords.

## Leben und Wirken

### Herkunft und beruflicher Werdegang
Sein Vater war der Rechtsanwalt und Kronanwalt Ronald O. L. Armstrong-Jones (1899–1966) aus einer alteingesessenen Familie der walisischen Gentry. Seine Mutter Anne Messel (1902–1992) stammte von dem deutsch-jüdischen Bankier Aron Messel (1784–1848) ab: Ein Zweig der Familie war nach England emigriert und in die Londoner Gesellschaft aufgestiegen. Sein Urgroßonkel war der Berliner Architekt Alfred Messel, der Bruder seiner Mutter der Londoner Architekt und Bühnenbildner Oliver Messel.
Er ging in Eton zur Schule und studierte anschließend in Cambridge Architektur. 1950 nahm er am Boat Race teil. Nachdem er zwei Mal durch das Examen gefallen war, begann er mit einer Ausbildung zum Fotografen, die er jedoch ebenfalls nicht beendete. Ab 1951 machte er sich bald mit Aufnahmen gesellschaftlicher Außenseiter einen Namen und fotografierte unter anderem in psychiatrischen Einrichtungen und in Armenvierteln. Die ersten Aufnahmen machte er mit einer Brownie-Box, später arbeitete er mit einer Leica.
Eines seiner bekanntesten Werke aus diesem Bereich seines Schaffens ist ein Foto des zweijährigen vernachlässigten Unterschichtkindes Peter Roche. Die 1965 im Rahmen einer Kampagne für die britische Kinderschutzorganisation National Society for the Prevention of Cruelty to Children (NSPCC) entstandene Aufnahme war auf dem Titelblatt des Magazins der Sunday Times, auf Plakatwänden und im Fernsehen zu sehen und löste landesweit Diskussionen über den nationalen Kinderschutz aus; erst Jahrzehnte später trafen sich der Fotograf und sein Modell wieder.
Parallel dazu wurde er Hoffotograf der königlichen Familie, begleitete Königin Elisabeth II. bei offiziellen Reisen und fertigte zahlreiche Repräsentations-Fotos von Mitgliedern der königlichen Familie an. Diese Aufgaben übernahm er bis zuletzt und war unter anderem 2007 Fotograf des offiziellen Fotos aus Anlass der Diamanthochzeit von Queen Elizabeth und Prinzgemahl Philip.
Später lagen die Schwerpunkte seines fotografischen Schaffens auf den Gebieten Mode, Design und Theater sowie den Porträts berühmter Persönlichkeiten der Gesellschaft, Künstler und Filmstars, bevorzugt in Schwarzweiß. Zu seinen bekanntesten Arbeiten dieser Art gehören Porträtaufnahmen von Prinzessin Diana, Salvador Dalí und Marlene Dietrich, die in Deutschland häufig im stern zu sehen waren.

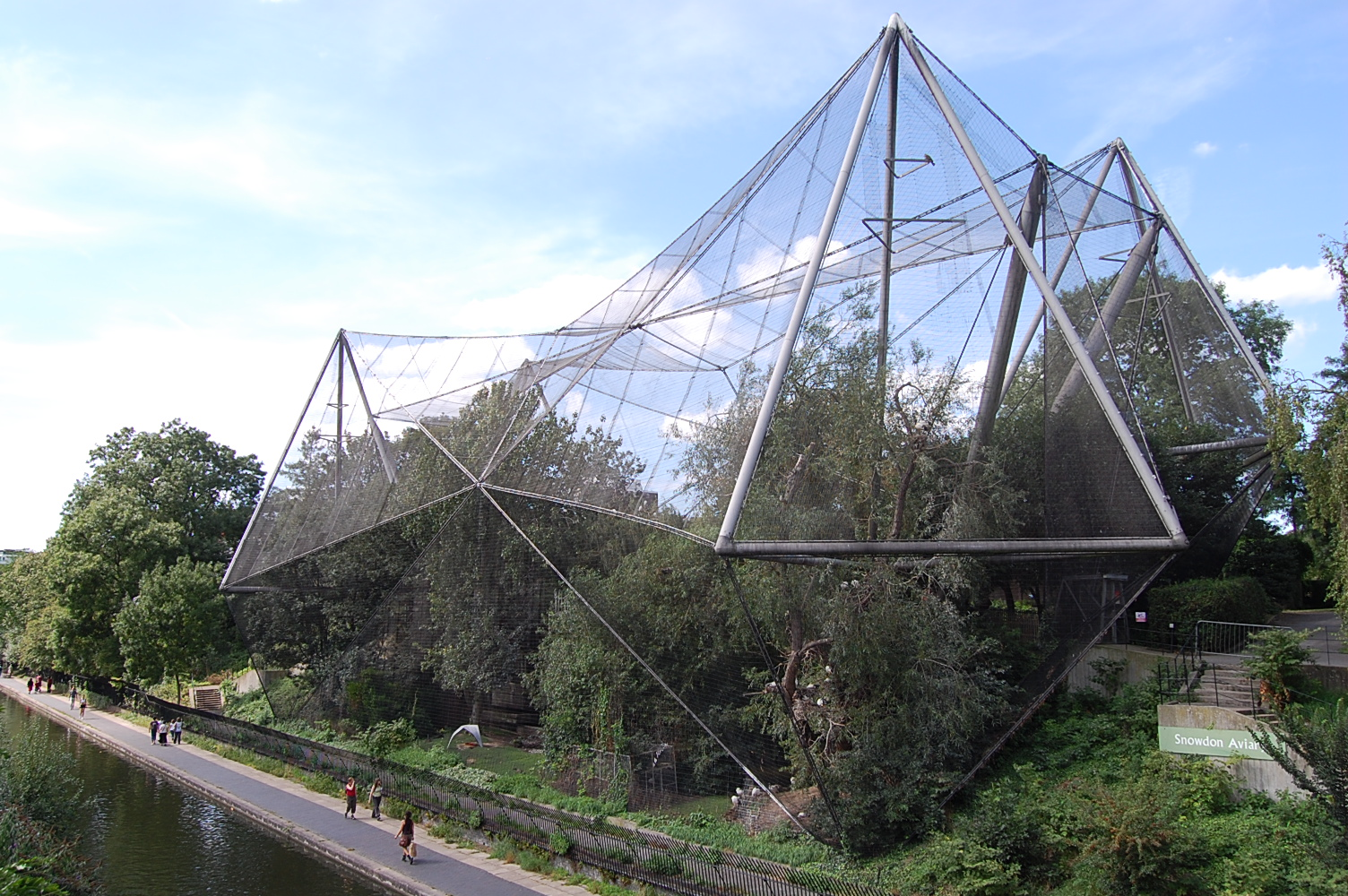
Snowdon Aviary im Londoner Zoo (2009)

1981 fotografierte er das Coverbild von Greatest Hits, dem meistverkauften Album der britischen Rockband Queen. Zahlreiche Arbeiten Snowdons befinden sich in der Sammlung der National Portrait Gallery in London. Aus Anlass des 70. Geburtstages des Fotografen im Jahr 2000 zeigte das Museum unter dem Titel Photographs by Snowdon: A Retrospective eine Retrospektive seines Schaffens.
Gelegentlich ist Snowdon auch als Designer in Erscheinung getreten und entwarf unter anderem Möbel und Geschirr. Seine bekannteste Arbeit auf diesem Gebiet war 1960–1963 die Gestaltung der Vogelanlage im Londoner Zoo, eine Gemeinschaftsarbeit mit Frank Newby und Cedric Price. Das nach ihm benannte Snowdon Aviary, eine futuristisch anmutende Konstruktion aus Netzen und Stahl, steht seit 1998 unter Denkmalschutz.
Er schrieb zudem Essays zum Thema Fotografie und veröffentlichte Fotobildbände. Zu seinem Werk sind zahlreiche Bücher veröffentlicht worden.

### Privatleben

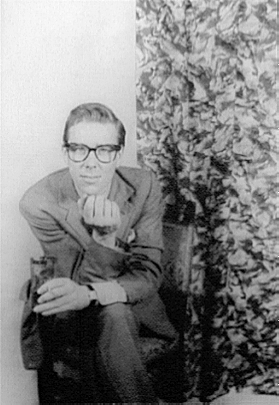
Antony Armstrong-Jones (1958, Foto: Carl van Vechten)

1959 erhielt er den Auftrag, Prinzessin Margaret an ihrem 29. Geburtstag zu fotografieren. Dabei lernten sich die beiden kennen; sie heirateten bereits am 6. Mai 1960 in der Westminster Abbey. Am 3. Oktober 1961 wurden ihm von seiner Schwägerin Elisabeth II. die erblichen Peerstitel Earl of Snowdon und Viscount Linley verliehen.
Der Ehe entstammen zwei Kinder:
- David Armstrong-Jones, 2. Earl of Snowdon, (* 3. November 1961), Möbeldesigner, verheiratet mit Serena Linley;
- Lady Sarah Armstrong-Jones, (* 1. Mai 1964), Malerin, verheiratet mit dem Maler und Schauspieler Daniel Chatto.

Im Jahr 1976 trennte sich das Paar,1978 folgte die Scheidung. Damit war Armstrong-Jones nicht mehr Mitglied der königlichen Familie, blieb aber trotz der Scheidung deren Fotograf. Auch privat bestand weiter Kontakt. Über seine Ehe mit Margaret bewahrte Lord Snowdon stets Diskretion.
Ab 1979 war er mit seiner Assistentin Lucy Lindsay-Hogg verheiratet; der Ehe entstammt die Tochter Lady Frances Armstrong-Jones (* 17. Juli 1979), verheiratet mit dem Galeristen Rodolphe von Hofmannsthal, einem Urenkel Hugo von Hofmannsthals. Snowdon und Lindsay-Hogg trennten sich 2000 und wurden später geschieden. Er hatte zudem zwei uneheliche Kinder und lebte alleine in Kensington. Nachdem die Folgen einer mit 16 Jahren überwundenen Polio-Erkrankung im Alter zurückkehrten, war er zuletzt auf einen Rollstuhl angewiesen, aber noch beruflich aktiv. Antony Armstrong-Jones starb am 13. Januar 2017 im Alter von 86 Jahren. Die Beisetzung erfolgte am 20. Januar 2017 in der St. Baglan’s Church im walisischen Llanfaglan in der Nähe von Caernarfon.
2008 veröffentlichte die Journalistin und Autorin Anne de Courcy eine – teilweise – autorisierte Biografie unter dem Titel Snowdon: The Biography mit Einblicken in private Details, die in Großbritannien auf großes Medieninteresse stieß.

### Wohltätigkeit
Aus der Erfahrung mit der eigenen Polio-Erkrankung im Schüleralter heraus, die ihm einen sechsmonatigen Krankenhausaufenthalt und ein verkürztes Bein einbrachte, widmete sich Snowdon seit vielen Jahrzehnten der Förderung behinderter Schüler und Studenten. 1981 gründete er die Wohltätigkeitsstiftung „The Snowdon Award Scheme“, die sich um die Förderung und finanzielle Unterstützung behinderter Studenten kümmert und deren Präsident er war. Heute firmiert die Stiftung unter dem Namen „Snowdon Trust“.

### Politik
Aufgrund seiner erblichen Adelstitel als Earl of Snowdon und Viscount Linley war er ab 1961 Mitglied des House of Lords. Im Parlament gehörte er der Fraktion der Crossbencher an. Mit dem House of Lords Act 1999 wurde am 11. November 1999 der unmittelbare Anspruch von erblichen Peers auf eine Mitgliedschaft im House of Lords abgeschafft. Dem Earl of Snowdon wurde aber, wie allen ersten Trägern eines erblichen Titels eine Mitgliedschaft auf Lebenszeit im House of Lords angeboten. Er nahm diese an und wurde entsprechend am 16. November 1999 als Baron Armstrong-Jones, of Nymans im County of West Sussex, zum Life Peer erhoben. Einige Parlamentsmitglieder der Labour-Partei kritisierten ihn für die Annahme des Titels, insbesondere weil er nur selten an Sitzungen teilgenommen und zudem die Peerwürde nicht aufgrund besonderer Verdienste, sondern lediglich durch Heirat erlangt hatte. Die Sitzungen, an denen er als Vorsitzender einer Arbeitsgruppe für die Integration von Menschen mit Behinderung seither regelmäßig teilnahm, nutzte er, um sein politisches Hauptanliegen – Anti-Diskriminierung von Behinderten im Alltag und in der Gesellschaft – zu vertreten, etwa Barrierefreiheit im öffentlichen Raum. Seit Juni 2012 war er aufgrund eines vom House of Lords gewährten Leave of Absence für die jeweilige Legislaturperiode beurlaubt. Am 31. März 2016 trat er gemäß den Regelungen des House of Lords Reform Act 2014 in Ruhestand und schied aus dem House of Lords aus.